# WolgaTelekom
WolgaTelekom (russisch «Во́лгаТелеко́м») war ein russisches Unternehmen, das 2002 gegründet wurde. WolgaTelekom ist an der Börse in Moskau im RTS Index gelistet. Das Unternehmen war eines von sieben regionalen Hauptanbietern von Telekommunikation in Russland, zu denen neben WolgaTelekom die Unternehmen CenterTelekom, Dalswjas, North-West Telekom, Rostelekom, Sibirtelekom, Southern Telekom und Uralswjasinform gehören.
Diese sieben Regionalunternehmen entstanden in den 1990er Jahren aus dem staatlichen Unternehmen Svyazinvest. Seit dem 1. April 2011 ist das Unternehmen eine Filiale des Gesamtrussischen Telekommunikationsunternehmens Rostelekom mit dem Namen Wolga.
WolgaTelekom bediente rund 32 Millionen Kunden im Föderationskreis Wolga und damit rund 22 Prozent der russischen Bevölkerung.